# لا يا امرأة، لا تبكي
لا يا امرأة ابكي أو كما تنطق بـ نو وومان، نو كراي (بالإنجليزية: No Woman, No Cry)‏ وتعني في معناها الصحيح «لا يا امرأة، لا تبكي» هي أغنية عالمية شهيرة لنجم الريغي بوب مارلي، التي ارتبطت بإسمه إلى وقتنا الحاضر، وجعل من عنوان الأغنية العبارة الرئيسة التي تتكرر في كل مقطع من مقاطع الأغنية. احتلت الأغنية الرقم 37 في تصنيف ضم 500 أغنية الأكثر تأثيرا في العالم على مدى كل العصور باللغة الإنجليزية، وهي القائمة التي انجزتها عام 2003 مجلة رولينغ ستون.

## التباس في فهم العنوان
بسبب نطق وكتابة عبارة «لا تبكي» "don't cry" بلهجة إنجليزية جمايكية "nuh cry"، والتي تعني بالمقابل الإنجليزي الأكاديمي «لا تفعل» "do not" أي لا تبكي "do not cry"، والتي تعني في العنوان "no woman, don't cry" لا يا امرأة، لا تبكي..
وهذا الالتباس في فهم اللهجة الجمايكية الإنجليزية في نطق هذه العبارة "no woman nuh cry"، جعل البعض يفهم عنوان الأغنية وكأنه يعني «لا مرأة لا بكــاء»، في حين أنها تعني «لا يا امراة، لا تبكي»
وعند الوقوف على المعنى الصحيح للأغنية الأصلية في الترجمة العربية يمكن أن نستخرج ما معناه «لا يا امرأة، لا تبكي».

### خلفيات ومعاني الأغنية
الأغنية تتحدث عن الناس الذين يعيشون في الهامش بدافع عرقي أو ثقافي، الذين ينشؤون ويترعرعون في مجتمعات الغيتو بشكل عام. مكرراً في الأغنية عبارة لا يا امرأة لا تبكي، ومخاطبا هذه التجمعات «الغيتو» باسم امرأة يناديها في مقاطع الأغنية، وهي في حالة بكاء، كتعبير عن المعاناة في هذه الغيتويات، ومحاولاً إقناعها أن الأمور ستتحسن، مناشدا إياها ألا تبكي بعبارة «لا يا امرأة، لا تبكي»
وهناك عدة تفسيرات مختلفة لكلمات القصيدة الغنائية، ولكن يبقى على رأسها ما ذكرته «ريتا مارلي» أرملة المغني الراحل في كتابها الذي يحمل نفس عنوان الأغنية، عن شاب يتجهز للرحيل من الغيتو في كينغستون عاصمة جامايكا، وهو إذ يرحل فإنه يعزي أخته أو قريبته أو لعلها حبيبته، فهو يغيره في كل مقطع وينادي في مقطع «أختاه الصغيرة»، فيخاطبها قائلاً لا تبكي الأمور ستكون على ما يرام، لتتغير إلى مستقبل مشرق.
يؤكد مارلي لهذه المرأة أن رحيله سيكون على خطوات قدميه، لينطلق في مسيرة أخرى (ربما يقصد بذلك رحلته الموسيقية)، فلا يستدعي هذا الفراق أن تذرف دمعة واحدة، فكل شيء سيكون على ما يرام، نحو المستقبل المشرق، فتتكرر العبارة، «لا تبكي يا امراة»

## عائدات الألبوم وموقف رد الجميل لصديق الماضي

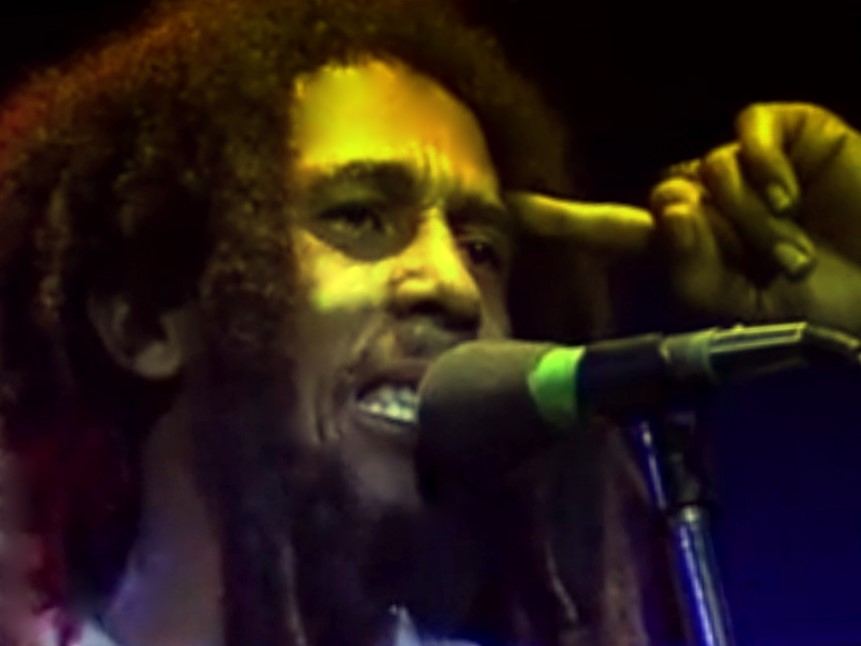
بوب مارلي في حفل موسيقي سنة 1978 بالسويد.

اشتهرت الأغنية بالموقف الأخلاقي الشهير لبوب مارلي الذي تجلى في رد الجميل لصديقه القديم، الذي كان يدير مطعم الحساء في ترنشتوون، وهو اسم الغيتو في كينغستون عاصمة جامايكا. والذي كان يقدم في كثير من الأحيان وجبات مجانية لمارلي عندما كان فقيرا.ً
مارلي لم ينس معروف صديق الغيتو في كينغستون «فنسنت فورد» (Vincent Ford)، وأحال حقوق أشهر أغنية له وعائداتها المالية الكبيرة والمدرّة للمال حتى اليوم، لصاحب المطعم الذي كان يعاني حينها من صعوبات مالية، كضمان بقاء واستمرار تشغيل مطبخ الحساء في كينغستون.

## محاكات الأغنية
- أعيد غناء الأغنية بأساليب مختلفة من كثير من المغنيين، في كثير من الدول، واللغات الاجنبية، وتم محاكاتها أحيانا بطريقة مرحة من أجل التعبير عن الرأي أحيانا وإيصال رسالة أحتجاج أو معاناة في أحيان أخرى.

وفي العالم العربي اشتهرت أغنية الشاب هشام فقيه مستخدما طريقة أكابيلا. منتقداً حكومة السعودية تحت عناون "لا تقودي يا امرأة“ (بالإنجليزية no women no drive) والذي كان فيديو سريع الانتشار وحقق رقم 11,460,000 إلى حدود 8 مارس 2014.
«لا يا امرأة لا تقودي» _فيديو يوتوب ساخر No Woman, No Drive

## وصلات خارجية
- Guitar chords for no Woman No Cry
- فيديو الأغنية على اليوتوب
- No Woman, No Cry Bob Marley and the Wailers Posted Dec 09, 2004 12:00 AM
- استوحى الشاب كلمات المغني الجاميكي نو ومن نو كراي، لا تبكي يا امرأة، المعنى الصحيح للأغنية الأصلية "لا يا امرأة، لا تبكي